# Marouane Fellaini
Marouane Fellaini (Etterbeek, 1987. november 22. –) marokkói származású belga labdarúgó. Középpályás, pályafutása során a Standard de Liège, az Everton, a Manchester United és a kínai Santung Tajsan csapataiban játszott.

## Pályafutása

### Klubcsapatokban

#### Standard Liége
Fellaini hétéves korában az RSC Anderlecht ifiakadémiáján kezdett futballozni, majd megjárta a Mons, a Boussu Dour Borinage és a Sporting Charleroi korosztályos csapatait is, mielőtt 2004-ben a Standard Liége-hez került. 2006-ban kapott profi szerződést a csapattól, ahol összesen 84 bajnokin játszott és 11 gólt szerzett. Jó fejjátékával és nagyszerű állóképességével hamar felhívta magára a figyelmet. 2008-ban őt választották a belga élvonal legjobb afrikai származású játékosának.

#### Everton
Fellainit a Manchester United, a Real Madrid, az Aston Villa, a Tottenham Hotspur és a Bayern München is szerette volna leigazolni, de 2008 szeptemberében az Everton játékosa lett. A kék mezesek 12 millió fontot fizettek érte, ez az összeg 15 millióra nőhet a pályára lépések és a teljesítmény függvényében. Szeptember 14-én, egy Stoke City ellen 3–2-re megnyert mérkőzésen debütált új csapatában. Október 5-én, a Newcastle United ellen megszerezte első gólját. A 2008–09-es szezon végén megválasztották az Everton legjobb fiataljának. A szurkolók hamar megszerették frizurája miatt, gyakran látni őket hasonló parókákban a meccseken.

#### Manchester United és Santung Tajsan
Fellaini 2013-ban elhagyta az Everton csapatát, hogy a Manchester Unitedhez kövesse korábbi edzőjét, David Moyes-t. Hat év után igazolt el Manchesterből, a kínai Santung Tajsanhoz. 2023-ig játszott Csinan városában, majd távozása után, 2024 elején bejelentette visszavonulását.

### A válogatottban
Fellaini a belga és a marokkói válogatott közül választhatott, végül az előbbit választotta, mivel korábban korosztályos csapatokban már képviselte Belgiumot. Első gólját egy Portugália elleni Eb-selejtezőn szerezte. Részt vett a 2008-as olimpián is, ahol negyedikek lettek a belgák.
2018-ban szerepelt utoljára a nemzeti csapatban.

### Góljai a válogatottban
| #  | Dátum              | helyszín                         | Ellenfél     | Gól | Eredmény | Esemény             |
| -- | ------------------ | -------------------------------- | ------------ | --- | -------- | ------------------- |
| 1  | 2007. március 24.  | Baldvin király Stadion, Brüsszel | Portugália   | 1-1 | 1-2      | Eb-selejtező        |
| 2  | 2008. október 11.  | Baldvin király Stadion, Brüsszel | Örményország | 2-0 | 2-0      | Vb-selejtező        |
| 3  | 2009. november 15. | Jules Ottenstadion, Ghent        | Magyarország | 1-0 | 3-0      | Barátságos mérkőzés |
| 4. | 2010. október 12.  | Baldvin király Stadion, Brüsszel | Ausztria     | 2-2 | 4-4      | 2012 eb-selejtező   |

## Sikerei, díjai

### Standard Liège
- Belga bajnok: 2007/08

### Everton
- Az FA Kupa ezüstérmese: 2009

### Manchester United
- FA kupa győztes: 2016
- Community Shield győztes: 2016
- Ligakupa győztes:2016–2017
- Európa-liga győztes:2016–2017[2]

### Santung Luneng
- Kínai bajnok: 2021
- Kínai labdarúgókupa: 2020, 2021

### Fordítás
Ez a szócikk részben vagy egészben  a   Marouane Fellaini című angol Wikipédia-szócikk fordításán alapul.  Az eredeti cikk szerkesztőit annak laptörténete sorolja fel. Ez a jelzés csupán a megfogalmazás eredetét és a szerzői jogokat jelzi, nem szolgál a cikkben szereplő információk forrásmegjelöléseként.